# El Vergel
El Vergel is een plaats in het Argentijnse bestuurlijke gebied Lavalle in de provincie Mendoza. De plaats telt 229 inwoners.